# 大内捷司
大内 捷司（おおうち かつじ、1942年1月12日 - ）は、日本の裁判官、弁護士。名古屋高等裁判所部総括判事や、名古屋地方裁判所所長、札幌高等裁判所長官、総務省公害等調整委員会委員長等を歴任した。

## 人物・経歴
東北大学法学部卒業後、1967年東京地方裁判所判事補任官。1970年金沢地方裁判所判事補。1973年盛岡地方裁判所判事補。1977年岡山地方裁判所倉敷支部長。1979年岡山地方裁判所判事。1983年名古屋地方裁判所判事。1987年福島地方裁判所判事。1991年名古屋高等裁判所判事。1992年名古屋地方裁判所部総括判事。1998年福井地方裁判所長。1999年名古屋高等裁判所部総括判事。2002年名古屋地方裁判所長。2004年札幌高等裁判所長官。2007年総務省公害等調整委員会委員長。2012年愛知県弁護士会弁護士登録、入谷法律事務所入所。2015年東芝役員責任調査委員会委員長。2012年、瑞宝重光章受章。

## 編著
- 『住宅紛争処理の実務』判例タイムズ社 2003年